# Pia Almoina de Barcelona
La Pia Almoina és un edifici del barri de la Catedral de Barcelona, declarat bé cultural d'interès nacional. Actualment allotja el Museu Diocesà de Barcelona.

## Història
És anomenada sovint la Canonja perquè fou bastida al lloc de l'antic casal adossat a la muralla romana de Barcelona on, fins a la seva dissolució el 1369, vivia la comunitat de canonges de la catedral, sota l'orde de Sant Agustí. La Canonja fou enderrocada el 1400 i al seu lloc es bastí cap al 1423 l'edifici actual, on s'instal·là la Pia Almoina, institució benèfica fundada el 1009 per al sosteniment diari de cent pobres, i que fins aleshores havia ocupat un edifici que calia enderrocar per a construir el claustre de la Catedral.
A partir del 1542, el capítol catedralici va decidir donar més entitat a la plaça situada davant el portal de la Seu, dotant-la d'una entrada més noble i ampla, i el 1546 es va construir un nou cos adossat al que hi havia.
Arran de la Desamortització de Mendizábal (1836), es va extingir la institució i l'edifici va ser ocupat per la Guàrdia Urbana.
Entre 1947 i 1953 es van enderrocar unes cases del carrer de la Corríbia que es recolzaven en la Pia Almoina, de manera que se'n deixaren al descobert els murs, així com una torre de planta poligonal de la muralla romana. El 1952, la celebració del XXXV Congrés Eucarístic Internacional va motivar l'arrasament del pla de la Seu en uns 60 cm, amb l'objectiu de suprimir dos esglaons de les escales per tal de donar una major visualitat a la façana de la Catedral.
El 1989, l'edifici va ser rehabilitat pels arquitectes Joan Bassegoda i Nonell i Josep Maria Botey per a ubicar-hi el Museu Diocesà.

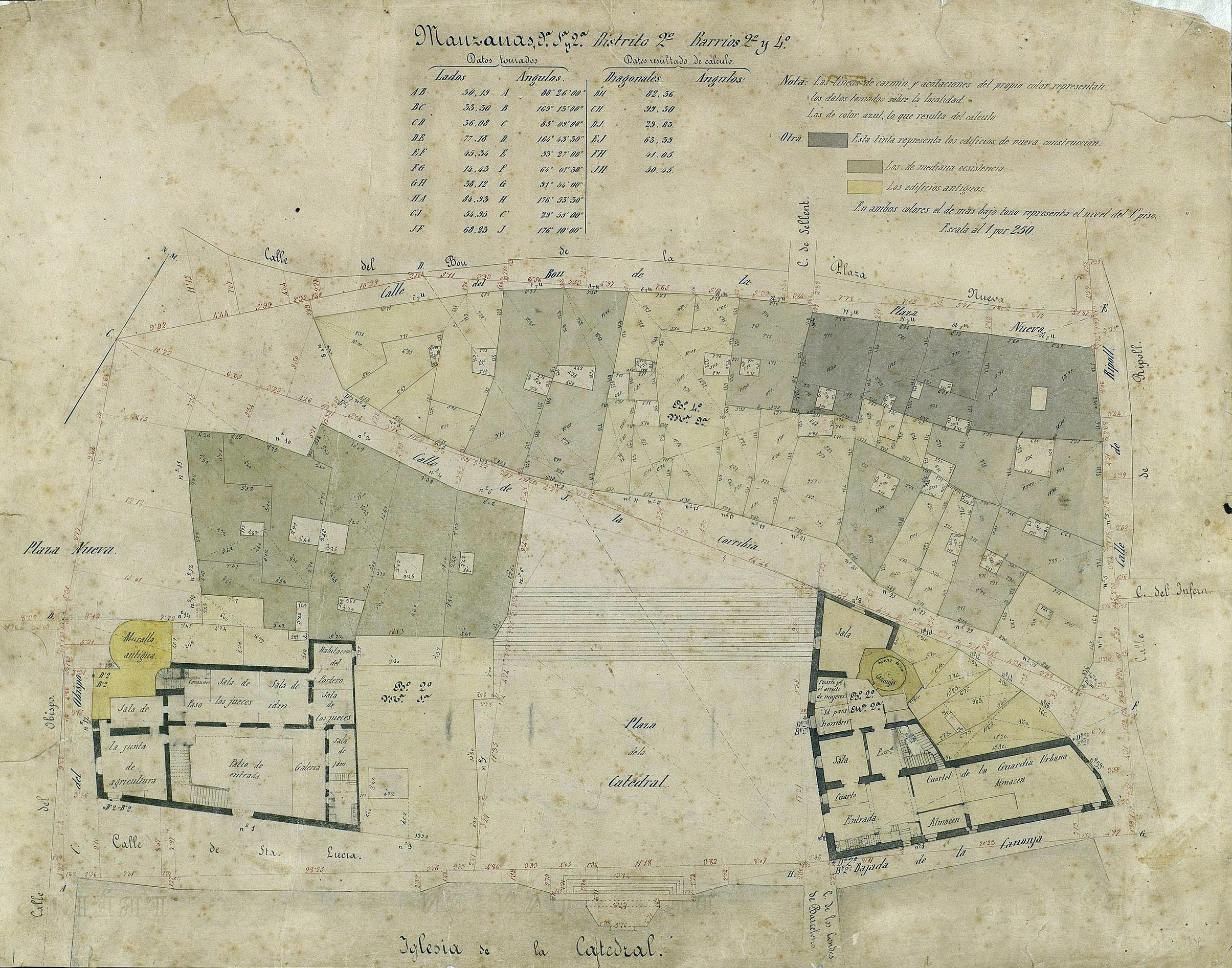
Quartero núm. 47 de Garriga i Roca (c. 1860)

## Arquitectura
La casa consta de dos cossos d'edifici. El de la dreta, amb façana al pla de la Seu i façana lateral a la baixada de la Canonja, fou bastit al segle xv. Consta de tres plantes, sota una coberta a dues vessants que té el carener perpendicular a la façana principal. El portal, d'arc rodó, té al damunt un relleu amb els atributs de la passió de Jesús, flanquejat per l'escut del Capítol catedralici i la imatge de Santa Eulàlia de Barcelona. A la cantonada hi ha una inscripció amb el nom de la institució, en lletres gòtiques. El cos del segle xvi, adossat al costat esquerre i amb façana al pla de la Seu, és d'una gran simplicitat i reflecteix, bé que austerament, la nova moda renaixentista en les columnetes toscanes de la galeria d'arcs escarsers que culmina l'edifici.

## Galeria

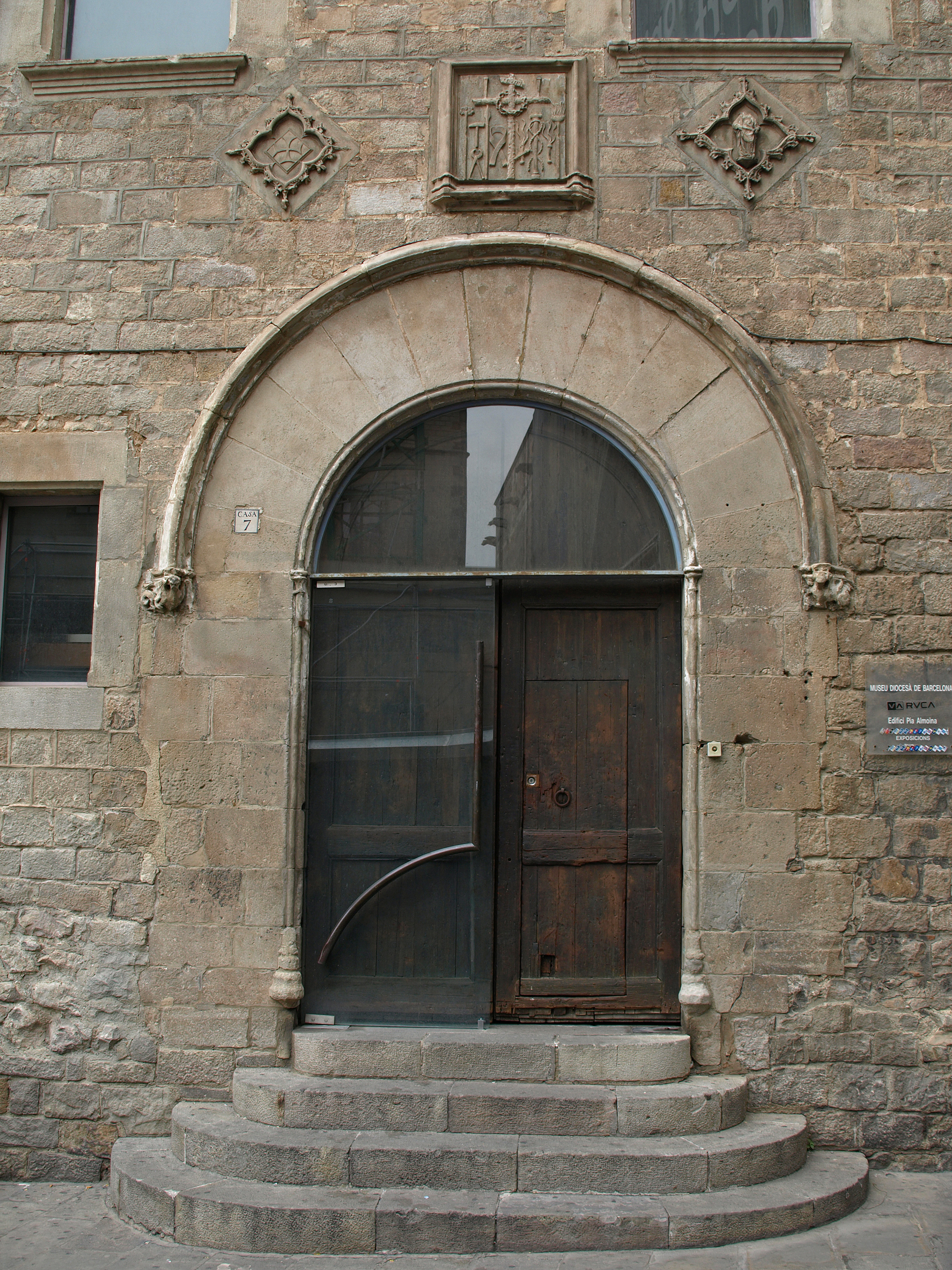
Porta amb arc de mig punt de l'any 1435
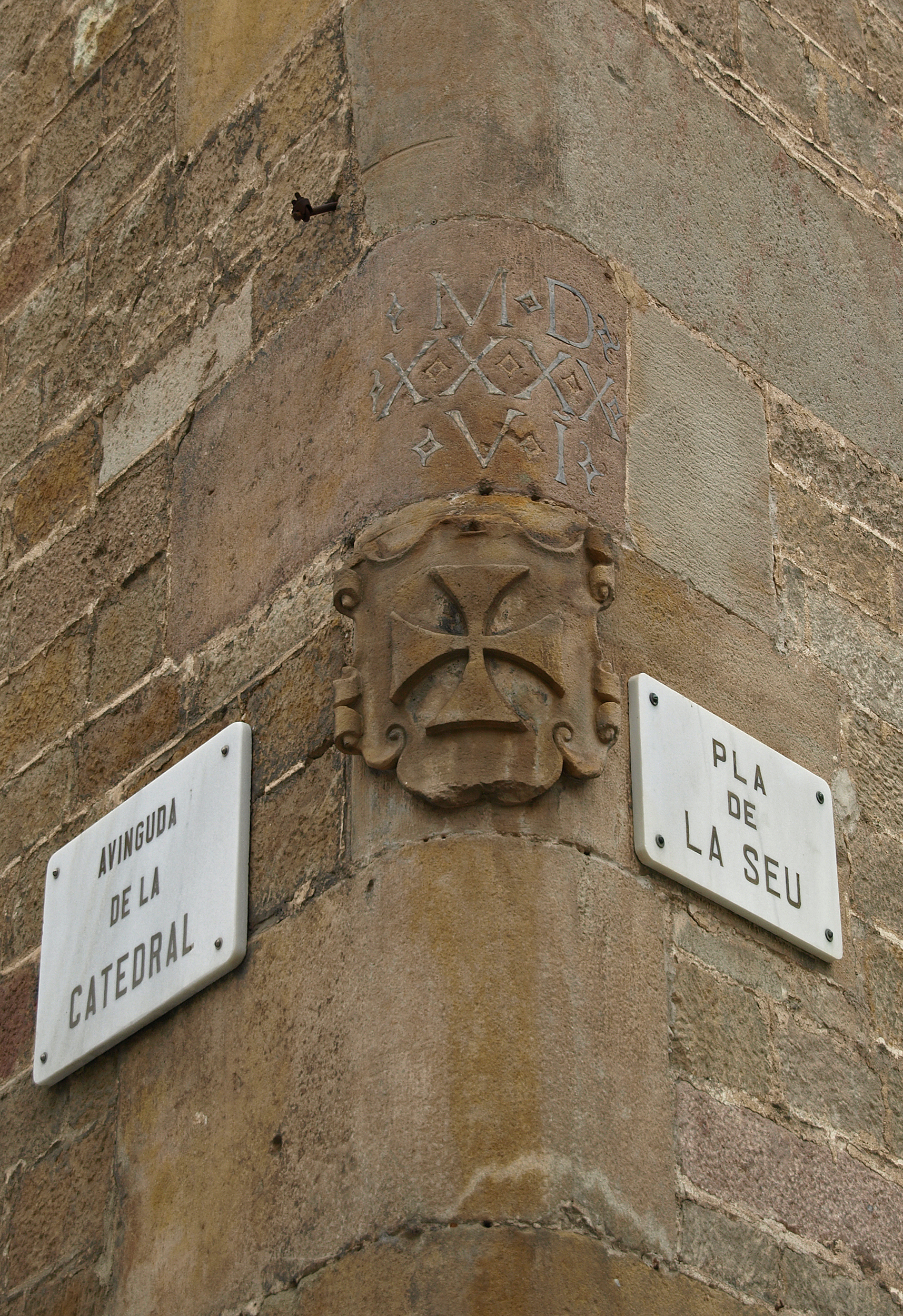
Cantonada, on es veu la data 1546 de l'edificació renaixentista
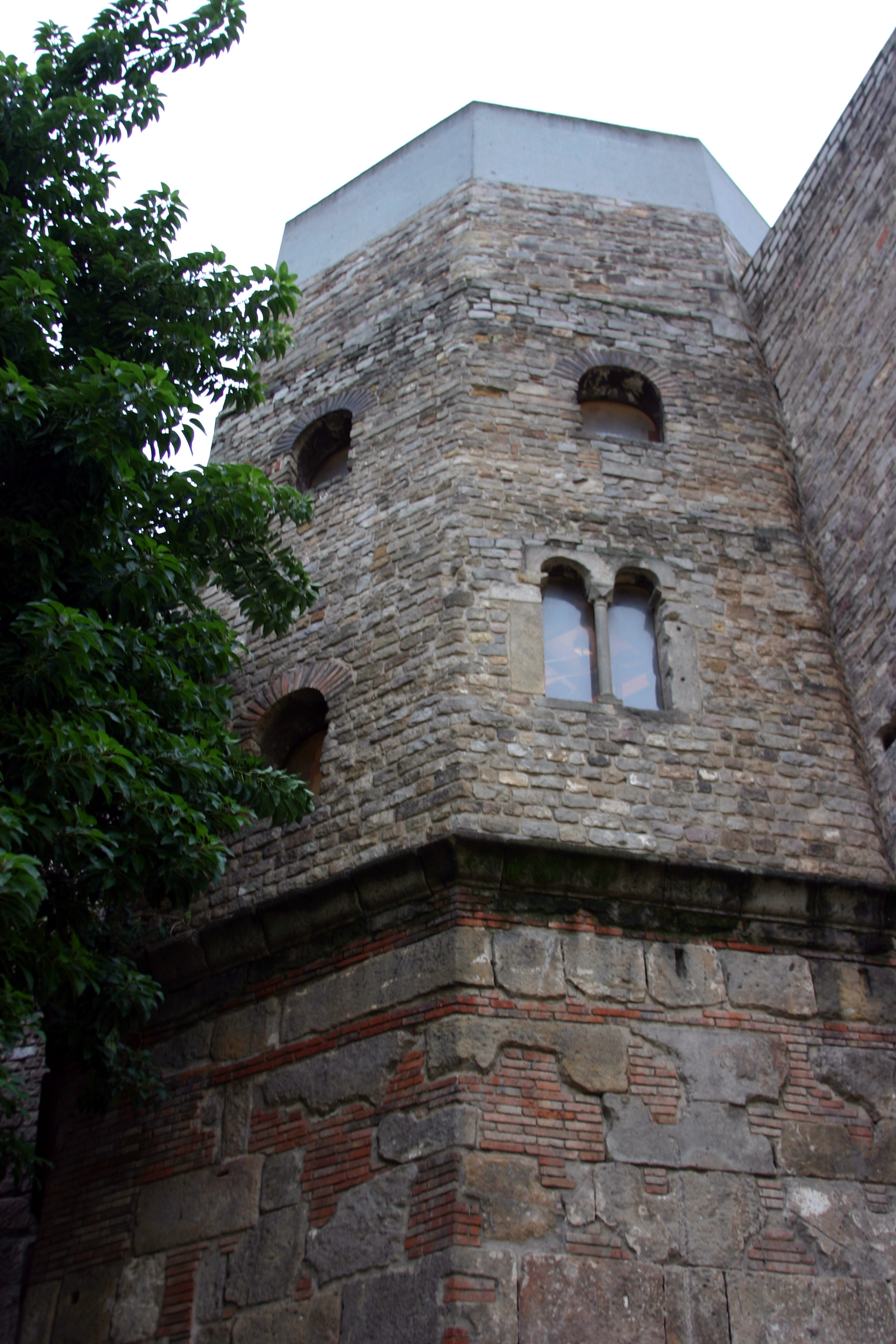
Torre de la muralla romana, integrada a l'edifici de la Pia Almoina
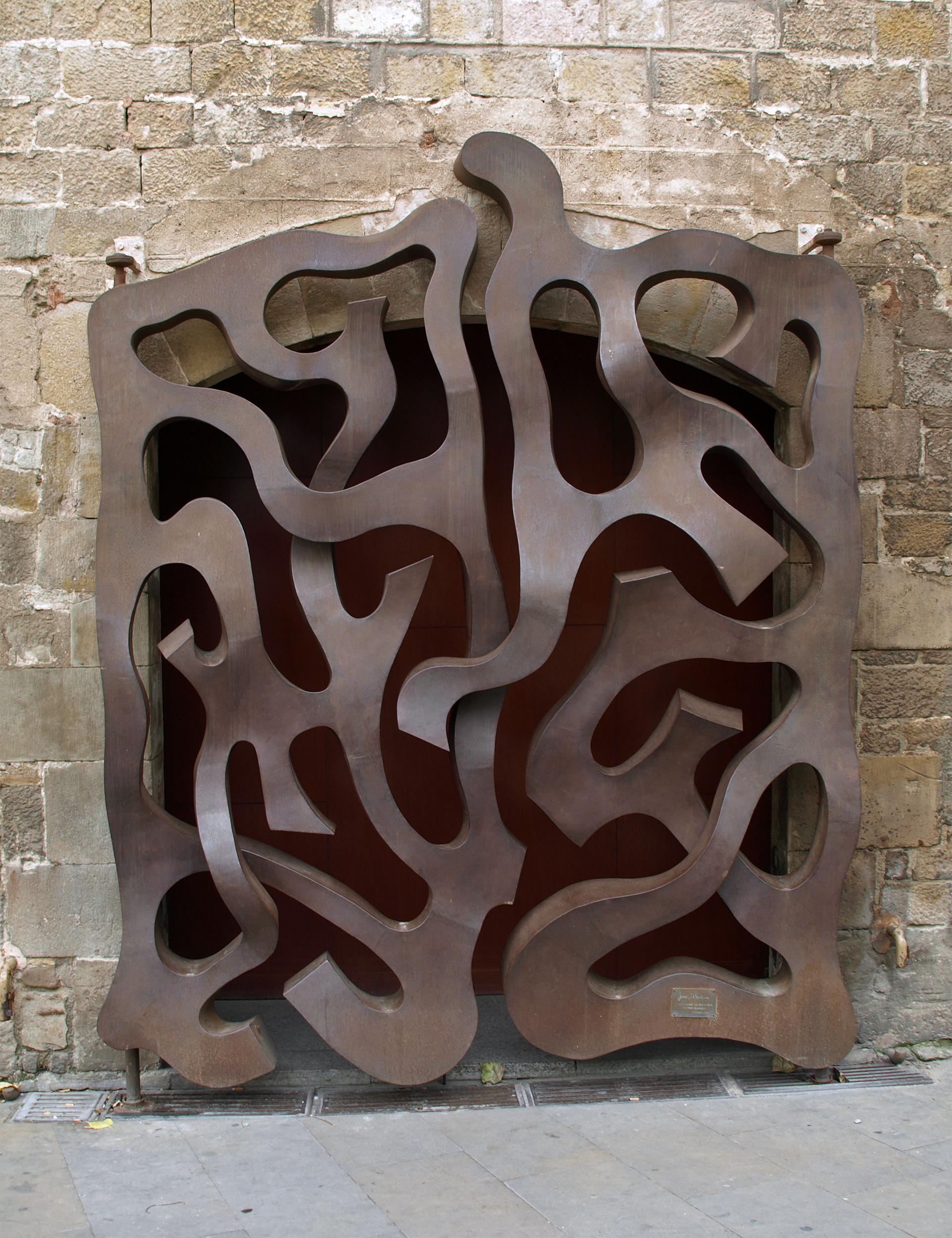
Porta del Museu Diocesà, de Josep Plandiura
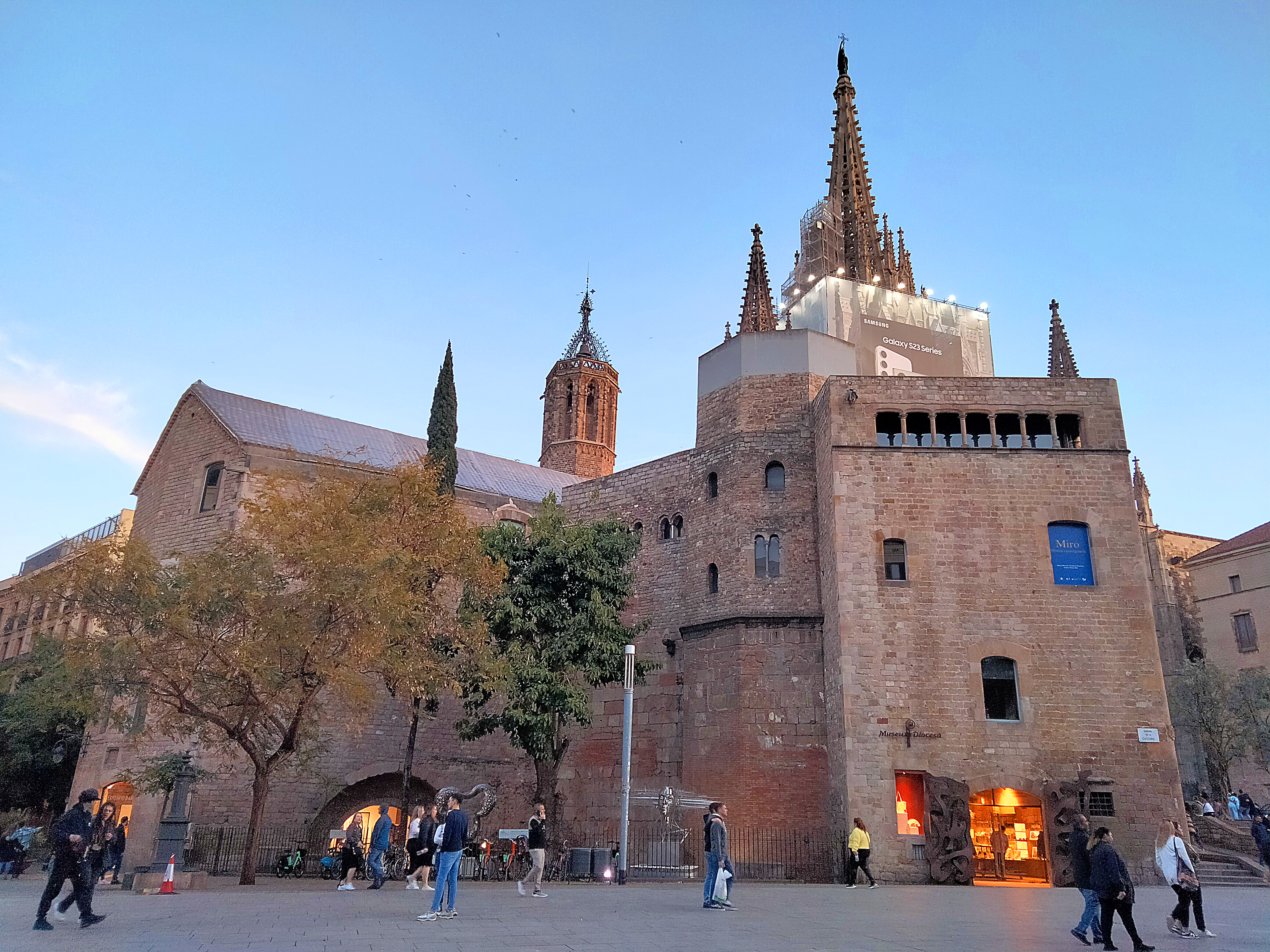
Vista des de l'avinguda de la Catedral